# Медаль Ромера — Сімпсона
Медаль Ромера-Сімпсона (англ. Romer-Simpson Medal) — найвища нагорода Товариства палеонтології хребетних тварин за «постійну і видатну наукову діяльність та внесок у розвиток дисципліни палеонтології хребетних тварин». Нагорода названа на честь Альфреда Ш. Ромера і Джорджа Г. Сімпсона.

## Минулі переможці премії
- 1987 — Еверетт Клейр Олсон
- 1988 — Бобб Шеффер[3]
- 1989 — Едвін Гарріс Колберт
- 1990 — Річард Естес(інші мови)
- 1991 — не вручалась
- 1992 — Лоріс С. Рассел (Loris S. Russell)
- 1993 — Чжоу Мінчжен(інші мови)
- 1994 — Джон Остром
- 1995 — Зофія Кілан-Яворовська
- 1996 — Персі М. Батлер(інші мови)
- 1997 — Колін Паттерсон(інші мови)
- 1998 — Альберт Е. Вуд[4]
- 1999 — Роберт Уоррен Вілсон (Robert Warren Wilson)
- 2000 — Джон А. Вілсон
- 2001 — Малкольм МакКенна(інші мови)
- 2002 — Мері Р. Доусон(інші мови)
- 2003 — Райнер Зангерл (Rainer Zangerl)
- 2004 — Роберт Лін Керрол[5]
- 2005 — Дональд Рассел(інші мови)
- 2006 — Вільям А. Клеменс-молодший(інші мови)
- 2007 — Ванн Ленгстон-молодший(інші мови)
- 2008 — Хосе Фернандо Бонапарте
- 2009 — Фаріш Дженкінс(інші мови)
- 2010 — Рінченгін Барсболд
- 2011 — Альфред В. Кромптон(інші мови)
- 2012 — Філіп Дін Гінгеріч
- 2013 — Джек Горнер
- 2014 — Ганс-Петер Шульце(інші мови)
- 2015 — Джим Гопсон
- 2016 — Мімань Чжан(інші мови)
- 2017 — Філіп Джон Каррі[6]
- 2018 — Кей Беренсмаєр(інші мови)
- 2019 — Майк Арчер[7]
- 2020 — Дженіфер Клак
- 2021 — Блер Ван Валкенбург(інші мови)
- 2022 — Девід Краузе[8]
- 2023 — Марк Норелл[9]
- 2024 — Крістін Дженіс(інші мови)[10]